# Station Trzebiel
Station Trzebiel is een spoorwegstation in de Poolse plaats Trzebiel.